# Коджола
Коджола (итал. Coggiola) — коммуна в Италии, располагается в регионе Пьемонт, в провинции Бьелла.
Население составляет 2355 человек (2008 г.), плотность населения составляет 102 чел./км². Занимает площадь 23 км². Почтовый индекс — 13863. Телефонный код — 015.
Покровителем коммуны почитается святой великомученик Георгий, празднование 23 апреля.

## Демография
Динамика населения:

## Города-побратимы
- Ла-Фар-лез-Оливье, Франция

## Администрация коммуны
- Официальный сайт: http://www.comune.coggiola.bi.it/